# Johanna Boutet
Johanna Boutet, coniugata Ruiz (Tours, 11 gennaio 1970), è un'ex cestista francese.

## Carriera
Con la Francia ha disputato i Campionati europei del 1999.